# Lucía Guerrero
Lucía Guerrero (Madrid, 26 de junio de 1993) es una actriz española de cine y televisión conocida por interpretar a Leire Costa en la serie de Antena 3 Luna, el misterio de Calenda y a Jimena Díaz en la serie de Amazon Prime Video El Cid.

## Biografía
Nacida en Madrid en 1993, se formó en interpretación en las aulas de New York Film Academy. Comenzó en televisión en 2010 en la serie Karabudjan, interpretando a María Ugarte. Además de intervenir episódicamente en series como Doctor Mateo o Águila Roja. En 2012 se incorporó a la serie de Antena 3 Luna, el misterio de Calenda, interpretando a Leire Costa, la hija rebelde de la jueza Sara (Belén Rueda).
En cine ha participado en Grupo 7 (2012) o Perdona si te llamo amor (2014) en España y en Money (2016) o Demonios tus ojos (2017), internacionalmente.
En 2017 protagonizó la serie Perdóname, Señor, junto a Paz Vega y Jesús Castro, en Telecinco. En 2018 se incorporó a Cúpido, en Playz y a El Continental, de TVE, como personaje secundario. En 2021 se conoció su incorporación al reparto principal de la serie de Amazon Prime Video El Cid, dando vida a Jimena Díaz. En 2021 volvió a interpretar a Jimena en la segunda temporada de la serie.

## Filmografía

### Cine
| Año  | Título                   | Personaje |
| ---- | ------------------------ | --------- |
| 2012 | Grupo 7                  | Lucía     |
| 2014 | Perdona si te llamo amor | Erica     |
| 2015 | Truman                   | Chica     |
| 2016 | Money                    | Christina |
| 2017 | Demonios tus ojos        | Natalia   |
| 2021 | Driven                   | Sarah     |

### Televisión
| Año       | Título                       | Personaje        |
| --------- | ---------------------------- | ---------------- |
| 2010      | Karabudjan                   | María Ugarte     |
| 2010      | Doctor Mateo                 | Extra            |
| 2011      | Águila Roja                  | Extra            |
| 2012-2013 | Luna, el misterio de Calenda | Leire Costa Cruz |
| 2017      | Perdóname, Señor             | Paula Menéndez   |
| 2018      | Cúpido                       | Amanda           |
| 2018      | El Continental               | Cristina         |
| 2019      | The Mallorca Files           | Clara Cicada     |
| 2020-2021 | El Cid                       | Jimena Díaz      |
| 2022-2023 | Bienvenidos a Edén           | Danae            |